# Надія Монссон
Надія Юріївна Монссон (нім. Nadja Månsson, прізвище при народженні — Надгірна; нар. 22 вересня 1988, Київ) — німецька гандболістка українського походження, ліва захисниця клубу «Боруссія» (Дортмунд).

## Біографія

### Сім'я
Народилася 22 вересня 1988 року в Києві. Батько — за національністю українець — працює адвокатом, мати — білоруска, за професією медсестра. Родичі проживають в Україні та Білорусі. Є бабуся, що мешкає в Мінську, та брат Дмитро (раніше був плавцем, тепер бізнесмен). Сама Надія переїхала до Німеччини у віці трьох років.

### Кар'єра

#### У клубах
До гандболу прийшла з допомогою свого брата Дмитра, вчилася в складі команди «Нойссер». 2004 року вона прийшла до команди «Бломберг-Ліппе», з якою 2006 року вийшла до Бундесліги. З 1 липня 2008 року захищала кольори команди «Трір», а влітку 2010 року перебралася до клубу «Тюрінгер». 2015 року перейшла до дортмундської «Боруссії», де зараз грає під номером 33. 

#### У збірній
У складі молодіжної збірної зіграла 20 ігор, на чемпіонаті світу 2008 року у складі збірної Німеччини здобула перемогу й завоювала приз найкращого бомбардира та місце в символічній збірній. В основній збірній дебютувала 7 березня 2009 року в матчі проти збірної Румунії. Зіграла 39 ігор і забила 149 голів. 

### Професійні досягнення

#### У клубах
- Чемпіонка Німеччини: 2011, 2012, 2013, 2014, 2015
- Переможниця Кубку Німеччини: 2011, 2013
- Переможниця Другої Бундесліги: 2006

#### У збірній
- Чемпіонка світу серед молоді 2008 року
- Найкращий бомбардир чемпіонату світу серед молоді 2008 року
- Гравець збірної зірок чемпіонату світу серед молоді 2008 року

### Особисте життя
Володіє російською (як рідною) і німецькою мовами (німецькою, однак, говорить краще, ніж російською). З кухні надає перевагу пельменям, при цьому скептично ставлячись як до сала, так і до німецької ковбаси. Улюблений футболіст — Бастіан Швайнштайгер.

### Профілі
- Профиль на сайте ЕГФ(англ.)
- Профиль на сайте Немецкого гандбольного союза(нім.)
- Профиль на сайте клуба «Боруссия» Дортмунд(нім.)
- Профиль на сайте клуба «Тюрингер»(нім.)

### Інтерв'ю
- Надя НАДГОРНАЯ: "Мне просто нравится, как Швайнштайгер улыбается" (рос.)
- Nadja Nadgornaja: "Jede muss etwas in den großen Topf werfen" (нім.)